# 綏州
綏州（すいしゅう）は、中国にかつて存在した州。現在の陝西省楡林市綏徳県に設置された。

## 魏晋南北朝時代
西魏により綏州が設置された。

## 隋代
隋初には、綏州は4郡10県を管轄した。583年（開皇3年）、隋が郡制を廃すると、綏州の属郡は廃止された。605年（大業元年）、綏州は銀州を統合し、上州と改称された。607年（大業3年）に州が廃止されて郡が置かれると、上州は雕陰郡と改められ、下部に11県を管轄した。隋代の行政区分に関しては下表を参照。
| 州 | 綏州                      | 綏州          | 綏州                 | 綏州   | 銀州   | 銀州          | 郡 | 雕陰郡                                                                     |
| 郡 | 安寧郡                    | 安政郡        | 撫寧郡               | 綏徳郡 | 真郷郡 | 開光郡        | 県 | 上県 大斌県 城平県 開疆県 撫寧県 延福県 綏徳県 真郷県 開光県 銀城県 儒林県 |
| 県 | 上県 安寧県 安人県 義良県 | 大斌県 城平県 | 開疆県 撫寧県 延陵県 | 綏徳県 | 真郷県 | 開光県 銀城県 | 県 | 上県 大斌県 城平県 開疆県 撫寧県 延福県 綏徳県 真郷県 開光県 銀城県 儒林県 |

617年（大業13年）、梁師都が梁を建国すると、綏州はその勢力範囲に置かれた。

## 唐代
620年（武徳3年）、唐により延州豊林県に僑州としての綏州が設置された。綏州の州治は623年（武徳6年）に延州延川県境に移され、624年（武徳7年）に魏平県境の魏平廃城に移された。628年（貞観2年）に唐が梁師都を滅ぼすと、綏州の州治は上県に移された。742年（天宝元年）、綏州は上郡と改称された。758年（乾元元年）、上郡は綏州の称にもどされた。綏州は関内道に属し、竜泉・延福・綏徳・城平・大斌の5県を管轄した。

## 宋代
982年（太平興国7年）、綏州は西夏に占領された。1069年（熙寧2年）、北宋が綏州の地を奪回すると、綏徳城が置かれた。綏徳城は延州に属し、米脂・義合・浮図・懐寧・順安・綏平の6寨を管轄した。1099年（元符2年）、綏徳城は綏徳軍と改められた。
1182年（大定22年）、金により綏徳軍は綏徳州と改称された。